# Фильзен
Фильзен (нем. Filsen) — община в Германии, в земле Рейнланд-Пфальц. 
Входит в состав района Рейн-Лан. Подчиняется управлению Браубах.  Население составляет 628 человек (на 31 декабря 2010 года). Занимает площадь 1,88 км².